# Antropora fenglingiana
Antropora fenglingiana är en mossdjursart som beskrevs av Liu 1982. Antropora fenglingiana ingår i släktet Antropora och familjen Antroporidae. Inga underarter finns listade i Catalogue of Life.